# Ван Чжен
Ван Чжен (кит.: 王峥, англ. Zheng Wang) (нар. 14 грудня 1987) — китайська легкоатлетка, яка спеціалузіється в метанні молоту, срібна призерка чемпіонату світу-2017, багаторазова переможниця азійських континентальних змагань, рекордсменка Азії з метання молота.

## Виступи на основних міжнародних змаганнях
| Рік             | Змагання                      | Місце проведення         | Місце           | Дисципліна      | Результат       | Примітки        |
| Представник КНР | Представник КНР               | Представник КНР          | Представник КНР | Представник КНР | Представник КНР | Представник КНР |
| --------------- | ----------------------------- | ------------------------ | --------------- | --------------- | --------------- | --------------- |
| 2006            | Чемпіонат світу серед юніорів | Пекін, Китай             | 9               | метання молота  | 59.12 м         |                 |
| 2008            | Олімпійські ігри              | Пекін, Китай             | 32 (кв.)        | метання молота  | 65.64 м         |                 |
| 2010            | Азійські ігри                 | Гуанчжоу, Китай          | 2               | метання молота  | 68.17 м         |                 |
| 2013            | Чемпіонат Азії                | Пуне, Індія              | 1               | метання молота  | 72.78 м         |                 |
| 2013            | Чемпіонат світу               | Москва, Росія            | 3               | метання молота  | 74.90 м         |                 |
| 2014            | Континентальний кубок         | Марракеш, Марокко        | 4               | метання молота  | 70.15 м         |                 |
| 2014            | Азійські ігри                 | Інчхон, Південна Корея   | 2               | метання молота  | 74.16 м         |                 |
| 2015            | Чемпіонат світу               | Пекін, Китай             | 5               | метання молота  | 73.83 м         |                 |
| 2016            | Олімпійські ігри              | Ріо-де-Жанейро, Бразилія | —               | метання молота  | NM              |                 |
| 2017            | Чемпіонат світу               | Лондон, Велика Британія  | 2               | метання молота  | 75.98 м         |                 |
| 2018            | Азійські ігри                 | Джакарта, Індонезія      | 2               | метання молота  | 70.86 м         |                 |
| 2019            | Чемпіонат Азії                | Доха, Катар              | 1               | метання молота  | 75.66 м         |                 |
| 2019            | Чемпіонат світу               | Доха, Катар              | 3               | метання молота  | 74.76 м         | [ 2 ]           |
| 2021            | Олімпійські ігри              | Токіо, Японія            | 2               | метання молота  | 77.03 м         |                 |